# 道溫
道温（？—1122年），辽朝末年官员。
道温官至兴中尹。保大二年（1122年）其兄和尚为节度使，被金朝俘虏。金朝让他招降道温。和尚不从，被金人所杀。完颜宗望率军遇到辽国都统孛迭等，道温也在其中，相与隔水对话。完颜宗望对道温说：“你哥哥和尚因战被擒，未尝加罪，后因叛诛，能无痛悼。”道温说：“我哥哥因被擒受辱，因殉国光荣。”宗望问马和尚能否将道温击败。”马和尚于是以所部渡水击败其众，直趋道温，射中其臂，擒获斩杀。